# Anti-Dive

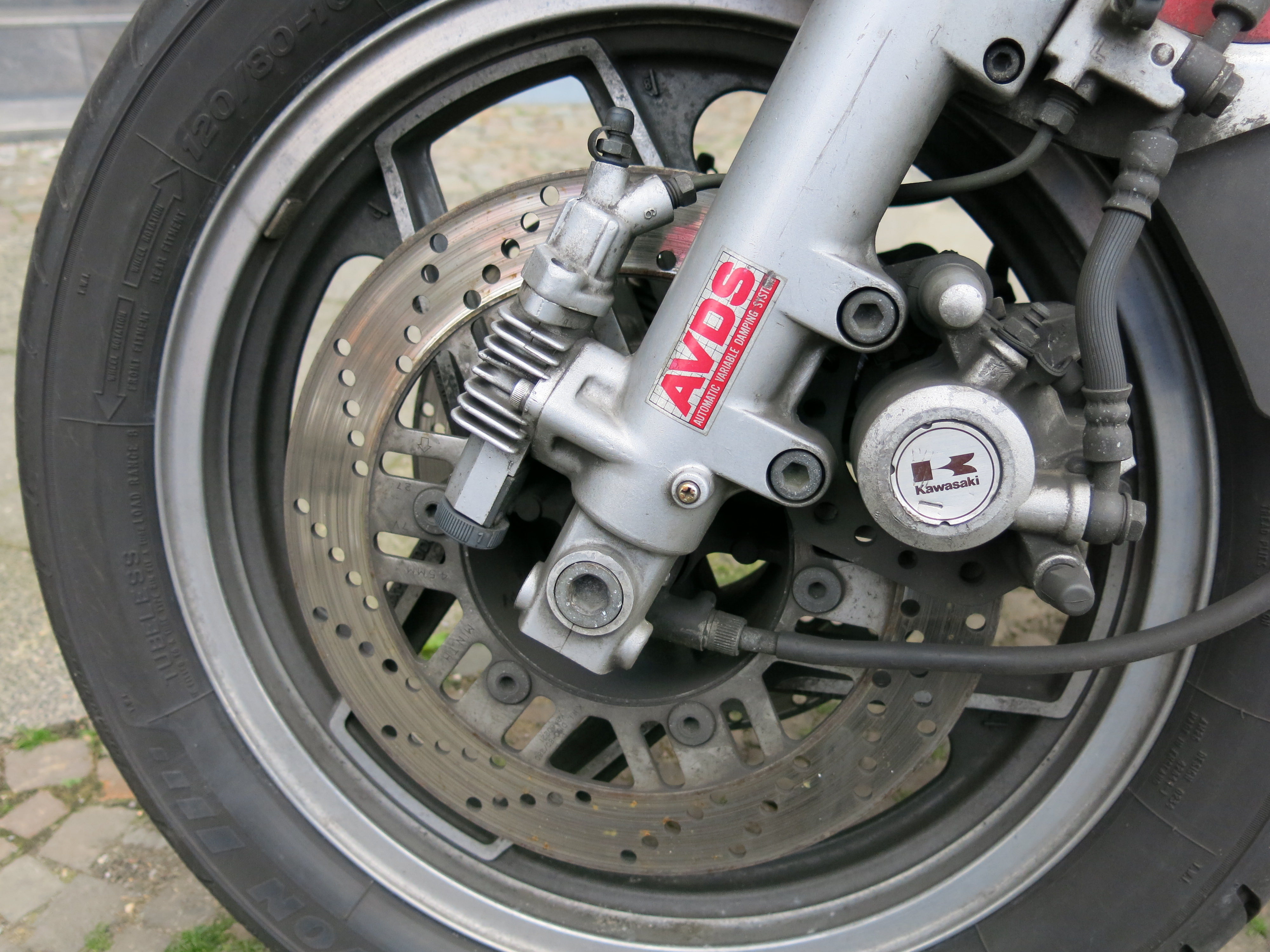
Hydraulisches Anti-Dive
(Motorrad Kawasaki GPZ 900)

Unter Anti-Dive versteht man eine Einrichtung an Radfahrzeugen, die das „Eintauchen“ beim Bremsen, also eine Nickbewegung des Aufbaus nach vorn durch die dynamische Radlastverlagerung verhindern oder vermindern soll. Sie wird auch Bremsnickausgleich genannt.

## Anti-Dive bei mehrspurigen Fahrzeugen
Bei der verbreiteten Einzelradaufhängung an Doppelquerlenkern werden die Achsen der Dreieckslenker gegeneinander geneigt, um eine Anti-Dive-Wirkung zu erzielen.

## Anti-Dive bei Motorrädern
Bei Motorrädern gibt es mechanische oder hydraulische Systeme, die an der Teleskopgabel wirken. Bei Rennmotorrädern erschienen 1979 erste mechanische Anti-Dive-Systeme, so unter anderen bei Kawasaki und Garelli. Hydraulische System wurden erstmals von Suzuki und Yamaha Anfang der 1980er Jahre in Serienmotorrädern angeboten. Anfang der 1990er Jahre verschwanden alle Anti-Dive-Systeme, auch durch das Aufkommen der Upside-down-Gabel, vom Markt.
Mechanische SystemeEine drehbar gelagerte Schwinge wird beim Bremsvorgang von der Bremszange der Scheibenbremse mitgenommen und stützt sich mit Schubstreben an der unteren Gabelbrücke ab. Bei Rennmaschinen wurden ein höherer Wartungsbedarf und ein erhöhtes Trägheitsmoment um die Lenkachse festgestellt. Mechanische System wurden nicht im Serienbau verwendet.
Hydraulische SystemeÜber eine kurze Zusatzleitung wird Bremsleitungsdruck abgezweigt und von der Bremszange auf einen Steuerkolben übertragen. Dieser Steuerkolben reduziert den Durchflussquerschnitt für die Druckstufe der Teleskopgabel und „verhärtet“ damit den Einfederungsvorgang. Die Bezeichnung für das Anti-Dive-System lautete bei Honda TRAC (Torque-Reactive-Antidive-Control) und bei Kawasaki AVDS (Automatic Variable Damping System)
Die mechanischen Anti-Dive-Systeme waren besser wirksam als die hydraulischen Anti-Dive-Systeme  – vergleichbar der geschobenen Schwinge. Kritisiert wurde, dass bei hydraulischen Anti-Dive-Systemen – durch die Drosselung des Einfederdämpfung – die Wirkung zeitlich begrenzt und die Einfederung zeitlich verzögert wurde; härtere Federkennungen wären damit effektiver.